# Буркхард II фон Лютцелщайн
Буркхард (Буркард) II фон Лютцелщайн (на немски: Burkard Lützelstein; Burkhard II von Lützelstein; * pr. 1361; † 20 август 1418) е граф на Лютцелщайн (на френски: La Petite-Pierre) в Елзас, през октомври 1393 г. епископ-елект на Страсбург.

## Биография
Той е син на граф Фолмар фон Лютцелщайн († сл. 1367) и съпругата му Аделхайд фон Финстинген († сл. 1340), дъщеря на Хайнрих I „Стари“ фон Финстинген-Бракенкопф-Фалкенберг († 1335) и Валбурга фон Хорбург († 1362). Брат е на Хайнрих фон Лютцелщайн († 1394/1399), граф на Лютцелщайн, господар на Геролдсек.
Буркхард (Буркард) II фон Лютцелщайн е пробст на манастир Страсбург и след смъртта на епископ Фридрих фон Бланкенхайм през 1393 г. избран елект на Страсбург при управлението на римско-немския крал Вацлав IV и папа Бонифаций IX. Веднага след избора му той е в конфликт с официално избрания епископ и папата одобрения епископ Вилхелм II фон Дист († 1439). Той никога не е помазан за свещеник. Той е нападнат военно и се оттегля чрез договор през 1394 г., запазва тази служба до есента на 1439 г.
Понеже се страхува, че фамилията му няма наследник, той моли да го освободят от службата, за да се ожени през 1414 г. Той умира на 20 август 1418 г. и е погребан в църквата на Лютцелщайн.
Пфалцграф Фридрих открадва през 1452 г. на двата му сина Якоб и Вилхелм собствеността на фамилията Лютцелщайн и нарежда те да бъдат изгонени от Елзас. Те умират бездетни през 1456 и 1460 г.

## Фамилия
Първи брак: през 1414 г. с Агата фон Хоенфелс (* пр. 1409; † 25 април 1415), дъщеря на фон Хоенфелс († 1377). Те имат двама сина:
- Якоб фон Лютцелщайн(* п, р. 1419; † 1456), граф на Лютцелщайн, женен за Валпург фон Бламонт († 6 декември 1454), дъщеря на граф Теобалд II фон Бламонт († 1431) и Маргарета от Лотарингия († 1469)
- Вилхелм фон Лютцелщайн (* пр. 1419; † 1460), женен за Маргатета фон Родемахерн

Втори брак: през 1415 г. с Жилет де Вилерсексел/Анна фон Вилер († сл. 1418), дъщеря на Хайнрих и има една дъщеря:
- Йохана фон Лютцелщайн (* пр. 1432), фрау фон Геролдсек даме дьо Ла Рош-ен-Монтаген, омъжена 1432 г. за граф Франсоа де ла Палу, комте де ла Рош (* пр. 1432; † сл. 6 ноември 1456)

Буркхард (Буркард) II фон Лютцелщайн има две извънбрачни деца:
- Панкрац фон Лютцелщайн († 1506), губернатор на Безансон, женен за Маргерите де Белвоар († сл. 1499)
- Маргарета († пр. 1471), омъжена за Йохан Царт